# Franz Werner Tamm

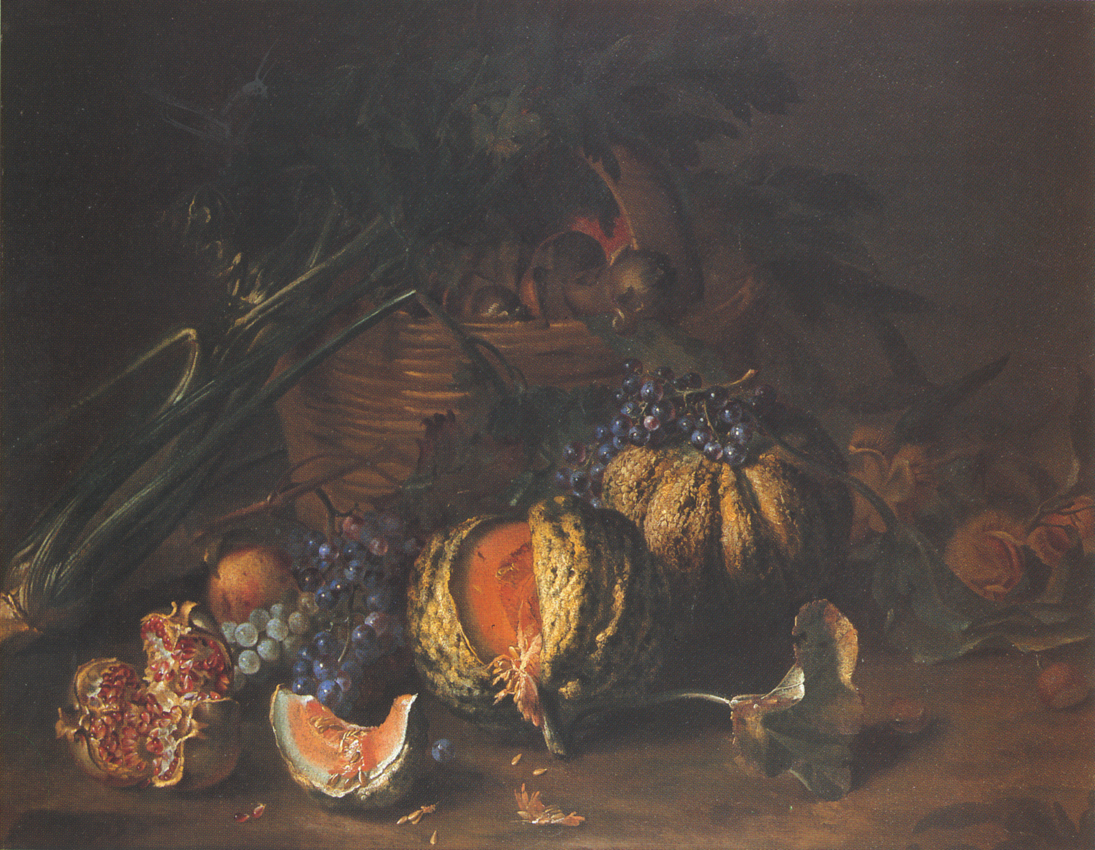
Franz Werner Tamm, Martwa natura z winogronami i melonami

Franz Werner von Tamm, zw. Dapper (ur. 6 marca 1658 w Hamburgu, zm. 10 lipca 1724 w Wiedniu) – niemiecki malarz okresu baroku.
Był uczniem Dietricha von Sostena i Johanna Joachima Pfeiffera w Hamburgu. W 1685 wyjechał do Rzymu. Tam, znany pod przydomkiem Daprait, przebywał 10 lat, pracując z braćmi van Bloemen jako malarz martwych natur. Następnie wraz z Carlo Marattą wykonał 6 supraport dla Francesco Montoniego. Po wyjeździe z Rzymu pracował aż do śmierci w Wiedniu jako nadworny malarz cesarza Leopolda I.

## Wybrane dzieła
- Kwiaty i owoce – Hamburg, Kunsthalle,
- Ptaki i owoce – Praga, Galeria Narodowa,
- Owoce i kwiaty – Rzym, Pinakoteka Watykańska,
- Waza z kwiatami – Berlin, Gemäldegalerie,
- Martwa natura z melonem – Warszawa, Muzeum Narodowe,
- Martwa natura z grzybami – Warszawa, Muzeum Narodowe.